# Bigi Poika
Bigi Poika (in caribe Akarani) è un comune (ressort) del Suriname di 335 abitanti presso il fiume Saramacca.
Il villaggio è abitato da discendenti dei Caribe, portati nel Suriname dai Caraibi dai coloni olandesi.